# 1954 في كولومبيا
فيما يلي قوائم الأحداث التي وقعت خلال عام 1954 في كولومبيا.

## رياضة
- 1 يناير – الدوري الكولومبي لكرة القدم 1954 الفائز أتلتيكو ناسيونال.

## مواليد

### يناير
- 1 يناير – إزرائيل روميرو موسيقي كولومبي.
- 1 يناير – رافاييل أسيفيدو دراج كولومبي.
- 1 يناير – غييرمو غارسيا
- 24 يناير – لويس كارلوس ريستريبو راميريز سياسي كولومبي.
- 27 يناير – لويس إدواردو رييس لاعب كرة قدم كولومبي.

### أغسطس
- 17 أغسطس – أندريس باسترانا أرانغو[1]
- 20 أغسطس – إيربيرتو أوران متسابق دراجات كولومبي.

### أكتوبر
- 8 أكتوبر – إيرنيستو دياز لاعب كرة قدم كولومبي.

### ديسمبر
- 15 ديسمبر – أنطونيو لوندونو متسابق دراجات كولومبي.
- 20 ديسمبر – خوسيه إف. إسكوبار رياضياتي كولومبي.

## وفيات

### يناير
- 1 يناير – سانتياغو مارتينيز دلغادو (مواليد 1906)